# Pantoporia htawagawa
Pantoporia htawagawa är en fjärilsart som beskrevs av Robert Christopher Tytler. Pantoporia htawagawa ingår i släktet Pantoporia och familjen praktfjärilar. Inga underarter finns listade i Catalogue of Life.